# Engey (ö i Island, Höfuðborgarsvæði)
Engey är en ö i republiken Island.   Den ligger i regionen Höfuðborgarsvæði, i den västra delen av landet, 4 km norr om huvudstaden Reykjavík. Ön är 1,7 km lång och cirka 400 meter bred. Dess totala yta är 40,1 hektar.